# Beniflà
Beniflà (em valenciano e oficialmente) ou Beniflá (em castelhano) é um município da Espanha na província de Valência, Comunidade Valenciana. Tem 0,6 km² de área e em 2021 tinha 463 habitantes (densidade: 771,7 hab./km²).

## Demografia
| Variação demográfica do município entre 1991 e 2004 | Variação demográfica do município entre 1991 e 2004 | Variação demográfica do município entre 1991 e 2004 | Variação demográfica do município entre 1991 e 2004 |
| --------------------------------------------------- | --------------------------------------------------- | --------------------------------------------------- | --------------------------------------------------- |
| 1991                                                | 1996                                                | 2001                                                | 2004                                                |
| 153                                                 | 153                                                 | 221                                                 | 238                                                 |